# Lätt tungvikt i grekisk-romersk stil i brottning vid olympiska sommarspelen 1984
Herrarnas brottningsturnering i grekisk-romersk stil i viktklassen lätt tungvikt vid olympiska sommarspelen 1984 avgjordes i Anaheim Convention Center i Anaheim. 

## Medaljörer
| Klass         | Guld               | Silver                | Brons                     |
| Lätt tungvikt | Steve Fraser · USA | Ilie Matei · Rumänien | Frank Andersson · Sverige |

## Resultat
- TO — Vinst genom fall

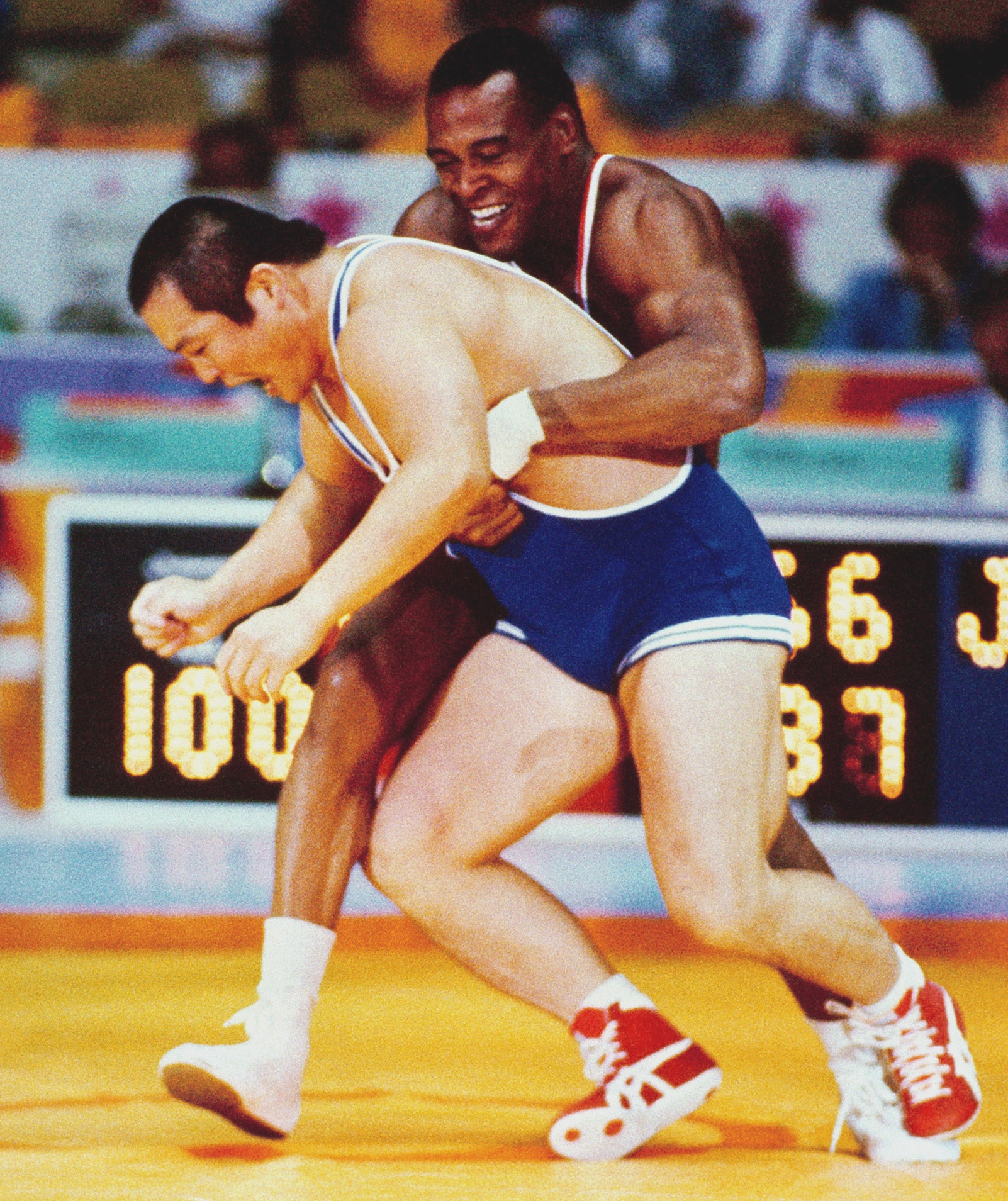
Amerikanske Greg Gibson besegrade japanen Yoshihiro Fujita (blå)

- SP — Vinst genom överlägsenhet, 12-14 poängs skillnad, förloraren med poäng
- SO — Vinst genom överlägsenhet, 12-14 poängs skillnad, förloraren utan poäng
- ST — Vinst genom teknisk överlägsenhet, 15 poäng skillnad
- PP — Vinst genom poäng, förloraren med tekniska poäng
- PO — Vinst genom poäng, förloraren utan tekniska poäng
- PA — Vinst genom att motståndaren skadas
- DQ — Vinst genom förverkande
- D2 — Båda brottarna diskvalificerade på grund av passivitet  (0-0 poäng)
- DNA — Dök inte upp
- L — Förluster
- ER — Elimineringsrunda
- CP — Klassificeringspoäng
- TP — Tekniska poäng

- PA — Vinst genom att motståndaren skadats

### Elimineringsrunda

#### Pool A
| L              |                            | CP        | TP       |                            | L        |          |
| Omgång 1       | Omgång 1                   | Omgång 1  | Omgång 1 | Omgång 1                   | Omgång 1 | Omgång 1 |
| -------------- | -------------------------- | --------- | -------- | -------------------------- | -------- | -------- |
| 1              | Karolj Kopas (YUG)         | 1-3 PP    | 4-5      | Georgios Pozidis (GRE)     | 0        |          |
| 1              | Abdul Breesam Rahman (IRQ) | 0-4 TF    | 1:01     | Frank Andersson (SWE)      | 0        |          |
| 1              | Garry Kallos (CAN)         | .5-3.5 SP | 3-11     | Toni Hannula (FIN)         | 0        |          |
| 0              | Steve Fraser (USA)         |           |          | Bye                        |          |          |
| Omgång 2       |                            |           |          |                            |          |          |
| 0              | Steve Fraser (USA)         | 3-1 PP    | 4-1      | Karolj Kopas (YUG)         | 2        |          |
| 0              | Georgios Pozidis (GRE)     | 4-0 ST    | 15-3     | Abdul Breesam Rahman (IRQ) | 2        |          |
| 0              | Frank Andersson (SWE)      | 4-0 ST    | 15-3     | Garry Kallos (CAN)         | 2        |          |
| 0              | Toni Hannula (FIN)         |           |          | Bye                        |          |          |
| Omgång 3       |                            |           |          |                            |          |          |
| 1              | Toni Hannula (FIN)         | 0-3 P1    | 4:18     | Steve Fraser (USA)         | 0        |          |
| 1              | Georgios Pozidis (GRE)     | 0-3 PO    | 0-6      | Frank Andersson (SWE)      | 0        |          |
| Omgång 4       |                            |           |          |                            |          |          |
| 2              | Toni Hannula (FIN)         | 0-3 P1    | 5:13     | Georgios Pozidis (GRE)     | 1        |          |
| 0              | Steve Fraser (USA)         | 3-1 PP    | 4-1      | Frank Andersson (SWE)      | 1        |          |
| Sista omgången |                            |           |          |                            |          |          |
|                | Georgios Pozidis (GRE)     | 0-3 PO    | 0-6      | Frank Andersson (SWE)      |          |          |
|                | Steve Fraser (USA)         | 3-1 PP    | 4-1      | Frank Andersson (SWE)      |          |          |
|                | Steve Fraser (USA)         | 3-1 PP    | 2-1      | Georgios Pozidis (GRE)     |          |          |

| Brottare                   | L | ER | CP  | Sista |
| -------------------------- | - | -- | --- | ----- |
| Steve Fraser (USA)         | 0 | -  | 9   | 6     |
| Frank Andersson (SWE)      | 1 | -  | 12  | 4     |
| Georgios Pozidis (GRE)     | 1 | -  | 10  | 1     |
| Toni Hannula (FIN)         | 2 | 4  | 3.5 |       |
| Karolj Kopas (YUG)         | 2 | 2  | 2   |       |
| Garry Kallos (CAN)         | 2 | 2  | 0.5 |       |
| Abdul Breesam Rahman (IRQ) | 2 | 2  | 0   |       |

#### Pool B
| L              |                           | CP        | TP       |                           | L        |          |
| Omgång 1       | Omgång 1                  | Omgång 1  | Omgång 1 | Omgång 1                  | Omgång 1 | Omgång 1 |
| -------------- | ------------------------- | --------- | -------- | ------------------------- | -------- | -------- |
| 0              | Jean-François Court (FRA) | 3.5-.5 SP | 13-4     | Franz Marx (AUT)          | 1        |          |
| 1              | Hiroshi Hase (JPN)        | 0-4 ST    | 0-13     | Ilie Matei (ROU)          | 0        |          |
| 0              | Uwe Sachs (FRG)           | 3.5-.5 SP | 10-1     | Kamal Ibrahim (EGY)       | 1        |          |
| Omgång 2       |                           |           |          |                           |          |          |
| 0              | Jean-François Court (FRA) | 3-0 PO    | 4-0      | Hiroshi Hase (JPN)        | 2        |          |
| 2              | Franz Marx (AUT)          | 1-3 PP    | 4-7      | Uwe Sachs (FRG)           | 0        |          |
| 0              | Ilie Matei (ROU)          | 4-0 ST    | 13-0     | Kamal Ibrahim (EGY)       | 2        |          |
| Sista omgången |                           |           |          |                           |          |          |
|                | Jean-François Court (FRA) | 0-3 P1    | 5:11     | Ilie Matei (ROU)          |          |          |
|                | Uwe Sachs (FRG)           | 3-1 DC    | 0-0      | Jean-François Court (FRA) |          |          |
|                | Ilie Matei (ROU)          | 3-0 P1    | 5:10     | Uwe Sachs (FRG)           |          |          |

| Brottare                  | L | ER | CP  | Sista |
| ------------------------- | - | -- | --- | ----- |
| Ilie Matei (ROU)          | 0 | -  | 8   | 6     |
| Uwe Sachs (FRG)           | 0 | -  | 6.5 | 3     |
| Jean-François Court (FRA) | 0 | -  | 6.5 | 1     |
| Franz Marx (AUT)          | 2 | 2  | 1.5 |       |
| Kamal Ibrahim (EGY)       | 2 | 2  | 0.5 |       |
| Hiroshi Hase (JPN)        | 2 | 2  | 0   |       |

### Slutkamper
|                        | CP        | TP        |                           |           |
| 5:e plats              | 5:e plats | 5:e plats | 5:e plats                 | 5:e plats |
| ---------------------- | --------- | --------- | ------------------------- | --------- |
| Georgios Pozidis (GRE) | 1-3 PP    | 2-4       | Jean-François Court (FRA) |           |
| Bronsmatch             |           |           |                           |           |
| Frank Andersson (SWE)  | 3-0 PO    | 5-0       | Uwe Sachs (FRG)           |           |
| Final                  |           |           |                           |           |
| Steve Fraser (USA)     | 3-1 PP    | 1-1       | Ilie Matei (ROU)          |           |